# Skákavkovití

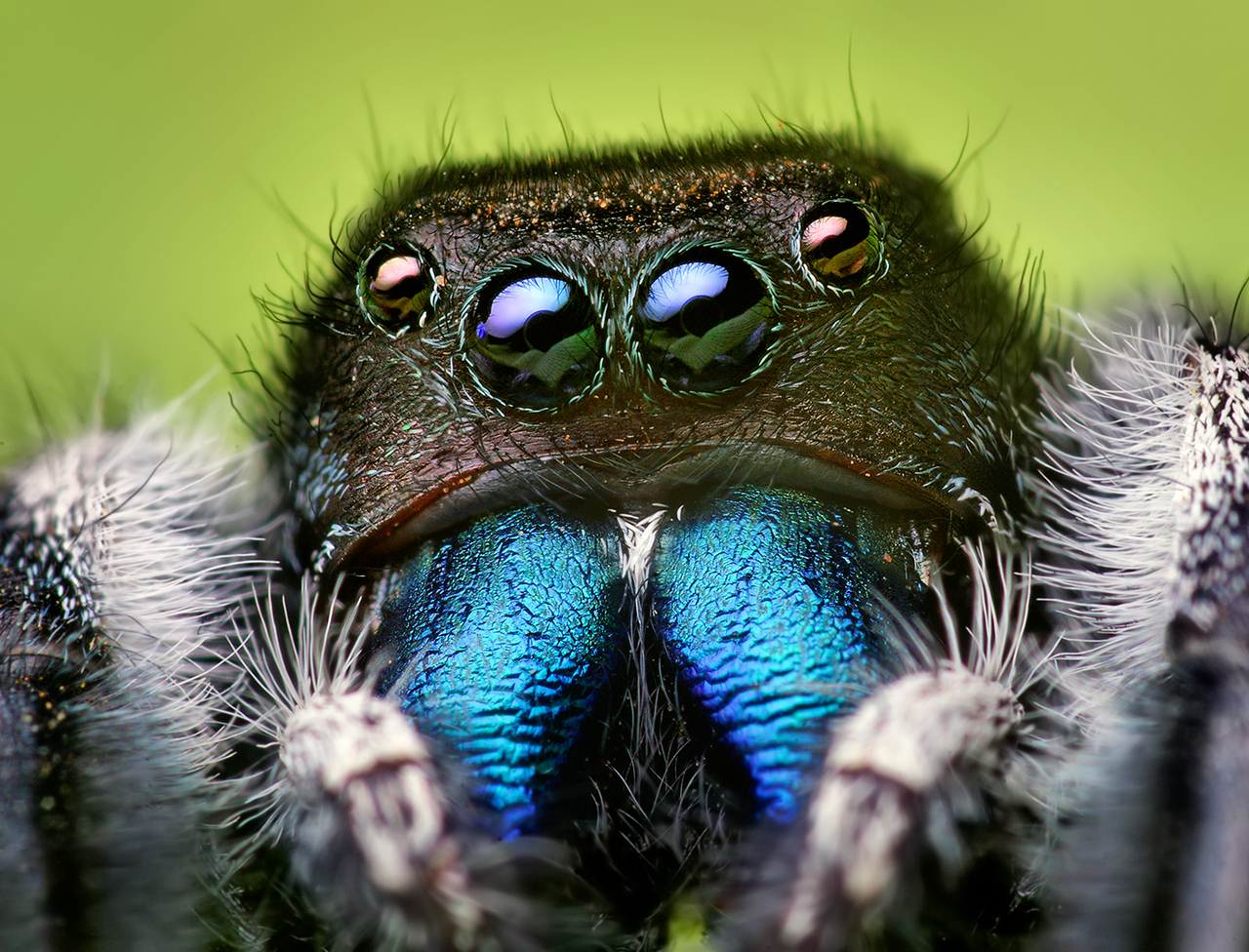
Detailní pohled na Phidippus audax

Skákavkovití (Salticidae) jsou čeledí pavouků, spadají do nadčeledi skákavky (Salticoidea). Jedná se o nejpočetnější pavoučí čeleď na světě. V celkem 610 rodech bylo popsáno asi 5 800 druhů, což představuje zhruba 13 % všech pavouků. Skákavky mají těla o délce 2–18 mm. Jejich zrak tvořený dvěma velkýma a šesti malýma očima je nejlepší mezi všemi členovci – využívají ho k lovu, námluvám a pohybu. Mají dobře vyvinuté průdušnice a plicní vaky. Charakteristickým znakem skákavek je jejich schopnost skákat. Odrážejí se při tom zadním párem nohou a dokáží skočit až do dvacetinásobku délky svého těla. V Česku žije 72 druhů, většina z nich má malé rozměry.

## Popis
Tito pavouci se vyznačují protáhlým tělem, vysokou hlavohrudí a poměrně krátkýma, ale značně silnýma nohama, z nichž oba zadní páry slouží ke skákání. Skákavky mají vyvinutý bohatě větvený tracheální systém (ačkoliv primární dýchací orgán jsou plicní vaky).

### Zrak
Osm očí je uspořádáno do tří řad. Čtyři největší oči jsou umístěny na svislé, čelní straně hlavohrudi, tvoří první řadu, říká se jim oči hlavní. Prostřední pár (AM – anteromediální) je největší a umožňuje přímé ostré stereoskopické vidění. AM pár očí má stavbu jako teleskopický dalekohled. Sítnice předních teleskopických očí je ovládána četnými svaly, které umožňují posun zorného pole, aniž by se pavouk musel natáčet. Vedle nich umístěné anterolaterální (AL) oči jsou zřetelně menší, ale stále relativně velké v porovnání s jinými pavouky. Ty rozšiřují zorné pole do stran. Následující dvě malé (posteromediální – PM) oči na bocích hlavohrudi, které tvoří řadu druhou, a jejichž funkce je neznámá. Poslední pár očí (anterolaterální – AL) se nalézá na zadním okraji vystouplé části hlavohrudi a tvoří třetí řadu. Oči umístěné ve třetí řadě vnímají jen pohyb (změnu uspořádání skvrn v nejbližším okolí), avšak jakmile skákavka ve svém okolí něco zahlédne, okamžitě se celá otočí a zaměří na zdroj pohybu svoje přední – hlavní oči. Zrak skákavek je nejlépe rozvinutý mezi všemi členovci – skákavka rodu Evarcha vidí mouchu z 8 cm tak zřetelně, jako ji vidí člověk ze vzdálenosti 20–25 cm.

### Sluch
V roce 2016 tým z Cornellovy univerzity objevil díky sledování mozkové aktivity skákavky, že kromě zraku má i velmi dobře vyvinutý sluch, citlivý na zvuky běžné hlasitosti do několika metrů vzdálenosti. Nejcitlivější je v oblasti 90 Hz, což odpovídá frekvenci bzučení parazitických vos, přirozených nepřátel pro zkoumaný severoamerický druh – to pak obvykle reagují tak, že na vteřinu ustrnou a následně se otočí a skočí pryč. Zvuky dokáží zaslechnout až na vzdálenost 3 metry. Odpovědným orgánem jsou pravděpodobně lyriformní útvary na nohách.

## Způsob lovu
Skákavky loví ve dne a živí se drobným hmyzem či jinými pavouky. Způsob lovu je velmi zajímavý. Když skákavka zahlédne svou kořist, začne se k ní opatrně přibližovat. Posledních asi 15 mm (dvojnásobná délka těla) překoná skokem, přičemž je upevněna na vlákně, pro případ že mine. Při úspěšném útoku vstříkne do těla oběti chelicerami jed a pak ji vysaje.

## Rozmnožování
Při rozmnožování hrají svou roli tzv. pářící tance – sameček před kopulací signalizuje samičce chelicerami a předními končetinami, že není kořistí. Ne vždy je úspěšný.

## Nejznámější druhy
- Bagheera kiplingi
- Skákavka rudopásá (Philaeus chrysops)
- Skákavka černá (Evarcha arcuata)
- Skákavka pruhovaná (Salticus scenicus)
- Skákavka mravenčí (Myrmarachne formicaria)
- Skákavka stromová (Salticus cingulatus)
- Skákavka pavoukožravá (Portia fimbriata)
- Skákavka znamenaná (Aelurillus v-insignitus)

## Vybrané rody
- Aelurillus
- Afraflacilla
- Asianellus
- Attulus
- Ballus
- Bianor
- Carrhotus
- Chalcoscirtus
- Cyrba
- Dendryphantes
- Eris
- Euophrys
- Evarcha
- Habrocestum
- Hasarius
- Heliophanillus
- Heliophanus
- Hyllus
- Icius
- Leptorchestes
- Macaroeris
- Marpissa
- Mendoza
- Menemerus
- Mogrus
- Myrmarachne
- Neaetha
- Neon
- Pancorius
- Panysirnus
- Pellenes
- Philaeus
- Phintella
- Phlegra
- Plexippoides
- Plexippus
- Portia
- Pseudeuophrys
- Pseudicius
- Roeweriella
- Saitis
- Salticus
- Sibianor
- Sitticus
- Synageles
- Talavera
- Thyene
- Yllenus